# Short Crusader
El Short Crusader, también llamado Short-Bristow Crusadery Short-Bristol Crusader,fue un hidroavión de carreras británico de la década de 1920, construido por Short Brothers para competir en la carrera del Trofeo Schneider de 1927.

## Desarrollo
Aunque los motores en línea tenían una clara ventaja para los aviones de alta velocidad debido al área frontal más pequeña, Roy Fedden, el ingeniero a cargo del desarrollo de motores aeronáuticos en Bristol Aircraft, no estaba dispuesto a dejar que la iniciativa en el desarrollo de motores pasara a Rolls-Royce y Napier, y logró obtener un contrato para construir una versión mejorada del motor radial de nueve cilindros Mercury. Las primeras versiones de producción de este motor producían 310 kW (420 hp), pero el motor mejorado produjo 720 kW (960 hp) en pruebas de banco, aunque para fines de vuelo se limitó a una potencia de 600 kW (810 hp). El proyecto de un avión de carreras con este motor se confió al teniente coronel W.A. Bristow, ingeniero aeronáutico consultor, y a W.G. Carter. Presentado al Ministerio del Aire a principios de 1926, el diseño fue aceptado y se adjudicó un contrato por un prototipo. Como se hizo evidente que serían necesarios los recursos de un gran fabricante de aviones, el diseño detallado y la fabricación se asignaron a Shorts, que ya había sido designado responsable del diseño y fabricación de los flotadores.

## Diseño
El avión era un monoplano de ala baja construido principalmente en madera. Las alas arriostradas mediante cables tenían un diseño elíptico inusual, con la cuerda y el grosor máximos en la mitad del tramo a cada lado, estrechándose hacia la raíz. Los dos largueros y las costillas eran de abeto, recubiertos con una fina lámina de caoba recubierta de seda. La parte trasera del fuselaje de sección elíptica también era de madera, siendo una construcción monocasco con dos capas de chapa de caoba aplicadas sobre una estructura de formadores y larguerillos de abeto. La sección delantera se construyó con tubos de acero, recubiertos con paneles de duraluminio. Los cilindros expuestos estaban recubiertos por cascos aerodinámicos para minimizar la resistencia y al mismo tiempo admitir suficiente aire para refrigerar el motor, el casco del cilindro superior continuaba hacia atrás como un carenado que incorporaba el parabrisas y el reposacabezas del piloto. Los flotadores gemelos, hechos de duraluminio, se transportaban cada uno sobre un par de puntales inclinados de sección aerodinámica, arriostrados mediante cables.

## Historia operacional
El avión se completó el 18 de abril de 1927 y fue equipado con un motor rebajado que producía 480 kW (650 hp) y una hélice de madera para realizar las pruebas iniciales. El Ministerio del Aire había prohibido las pruebas de vuelo en Rochester, por lo que después de las pruebas de rodaje fue desmantelado y llevado a Felixstowe, donde entonces tenía su base el Destacamento de Alta Velocidad de la RAF.
Las pruebas de vuelo iniciales fueron realizadas por Bert Hinkler, que pidió a Shorts que ampliara el área del timón del avión antes de intentar volarlo. El 4 de mayo, Hinkler voló el avión por primera vez, realizando un vuelo durante el cual alcanzó una velocidad media de 373 km/h sobre una milla medida. Al aterrizar, Hinkler aterrizó primero con el flotador izquierdo, provocando que el avión girara, y ocasionando un grave pandeo de los puntales del flotador. Hinkler informó que el avión sufrió una oscilación severa a toda velocidad, admitiendo que se había equivocado con el área del timón. El principal problema encontrado fue el aumento repentino de la admisión, que provocaba que el motor se apagara de forma intermitente.
Después de reparaciones, la restauración del timón al tamaño original y algunas modificaciones para aliviar el problema de admisión, Hinkler realizó un segundo vuelo, después del cual el avión fue aceptado formalmente por la RAF, y se pintaron las marcas y la matrícula de la RAF en el empenaje trasero. El primer piloto de la RAF en volarlo fue teniente de vuelo S.N. Webster, que informó que sus características de vuelo eran agradables, aunque el motor todavía tendía a apagarse: esto provocó algunos episodios alarmantes cuando el avión fue pilotado más tarde por el oficial de vuelo H.M. Schofield. Durante julio se realizaron una serie de modificaciones: se instaló un nuevo motor, junto con una hélice de carreras de duraluminio forjado, se instaló un depósito de combustible adicional en el flotador derecho para proporcionar suficiente autonomía para completar el recorrido del Schneider, se instalaron bujías de alta temperatura y se realizaron cambios en las entradas de aire, en un intento adicional de solucionar los problemas del motor.
A mediados de agosto, el Crusader fue desmontado y enviado en el HMS Eagle a Venecia. Aquí estaba equipado con el motor de carreras, pero como obviamente era más lento que los otros aviones participantes, se pretendió utilizarlo únicamente como avión de prácticas. El 11 de septiembre, Schofield despegó en el avión: como el avión con la carga completa de combustible pesaba mucho al despegar, mantuvo el avión cerca del agua para ganar velocidad. Es probable que la aeronave hubiera encontrado una térmica provocada por el calor, pues de repente el ala derecha se levantó. Schofield intentó corregir esto, pero los cables de control de los alerones se habían cruzado durante el reensamblado, por lo que el movimiento de los alerones estaba invertido. El avión continuó su alabeo y cayó al agua a una velocidad de 240 km/h. El fuselaje se partió por la mitad en la cabina y Schofield salió despedido, sufriendo graves contusiones, pero ningún hueso roto. El avión se hundió en la laguna y fue recuperado una semana después, cuando el examen de los restos estableció claramente la causa del accidente.

## Operadores
Reino Unido
- Real Fuerza Aérea

## Especificaciones
Referencia datos: Barnes & James

### Características generales
- Tripulación: Uno (piloto)
- Longitud: 7,6 m (24,9 ft)
- Envergadura: 8,1 m (26,5 ft)
- Superficie alar: 11 m² (118,4 ft²)
- Perfil alar: RAF 27 biconvexo
- Peso vacío: 879 kg (1937,3 lb)
- Peso cargado: 1230 kg (2710,9 lb)
- Planta motriz: 1× motor radial de 9 cilindros refrigerado por aire Bristol Mercury I.
  - Potencia: 600 kW (827 HP; 816 CV)
- Hélices: Bipala

### Rendimiento
- Velocidad máxima operativa (Vno): 430 km/h (267 MPH; 232 kt)
- Carga alar: 110 kg/m² (22,5 lb/ft²)

## Aeronaves relacionadas

### Aeronaves similares
- Macchi M.52
- Supermarine S.5
- Gloster IV